# Yuana Kazumi
Yuana Kazumi (和深ゆあな?, Kazumi Yuana; 25 marzo ...) è una fumettista giapponese.

## Biografia
Nel 2001 pubblica il suo primo manga intitolato Canto del cielo perduto, un'opera di un solo volume che racchiude due storie brevi (Canto del cielo perduto e Il dominio delle stelle). La sua prima opera lunga è Un milione di lacrime del 2002, e l'anno seguente esce Il fiore del sonno profondo. L'ultimo fumetto pubblicato in Italia è Haru hana, opera in tre volumi. In Giappone è già stato pubblicato Kachin☆Ko ed è ancora in corso Wakusei Drops.

## Opere
- 2001 - Canto del cielo perduto (空夢のうた?, Sorayume no uta)
- 2002 - Un milione di lacrime (ひゃくまんつぶの涙?, Hyakuman tsubu no namida)
- 2003 - Il fiore del sonno profondo (ふかい眠りの花?, Fukai nemuri no hana)
- 2004 - Haru hana (ハルハナ?, Haru hana)
- 2005 - Kachin☆Ko (カチン☆コ?, Kachin☆Ko)
- 2007 - Wakusei Drops (わくせいドロッブス?, Wakusei Doroppusu)